# Ambassade d'Algérie au Liban
L'ambassade d'Algérie en Liban est la représentation diplomatique de la République algérienne auprès de la république de l'Liban. Elle est située à Beyrouth, la capitale du pays.